# Енянь-каган
Енянь-каган (д/н — після 848) — останній каган уйгурів у 846—848 роках.

## Життєпис
Походив з династії Едіз. Третій син Кучлуг Більге-кагана. Про його молоду діяльність відомостей обмаль. Ймовірно у 840 році після падіння уйгурської столиці Орду-Балика втік разом з братом Уге, якого невдовзі було обрано каганом.
Діяв разом з Уге-каганом до його загибелі у 846 році. Після цього рештки уйгурів обрали Еняня новим каганом. Втім він мав лише 5 тис. осіб. Підтримку йому надав Шошелан, старійшина татабів. Сподівався на повстання уйгурів, що раніше перейшли на бік імперії Тан й тепер були невдоволенні ставленням до себе імператорських чиновників. Але спроба уйгурів на річці Хутохе (між горами Утайшань і Тайханшань) відкочувати у степ виявилося невдалою.
847 року танські військ а на чолі із Чжан У завдали поразки татабам і уйгурам. Каган врятувався лише з 500 вояків. Перебрався до народу шивей. Але 848 року Чжан У почав новий похід. Водночас останній підкупив посланця Еняня, якого той відправив до імператора. Чжа У домовився про вбивство кагана. Не чекаючи підходу ворога Енянь-каган з родиною й 9-12 вояками втік на захід. Його подальша доля невідома.